# Breeders’ Cup

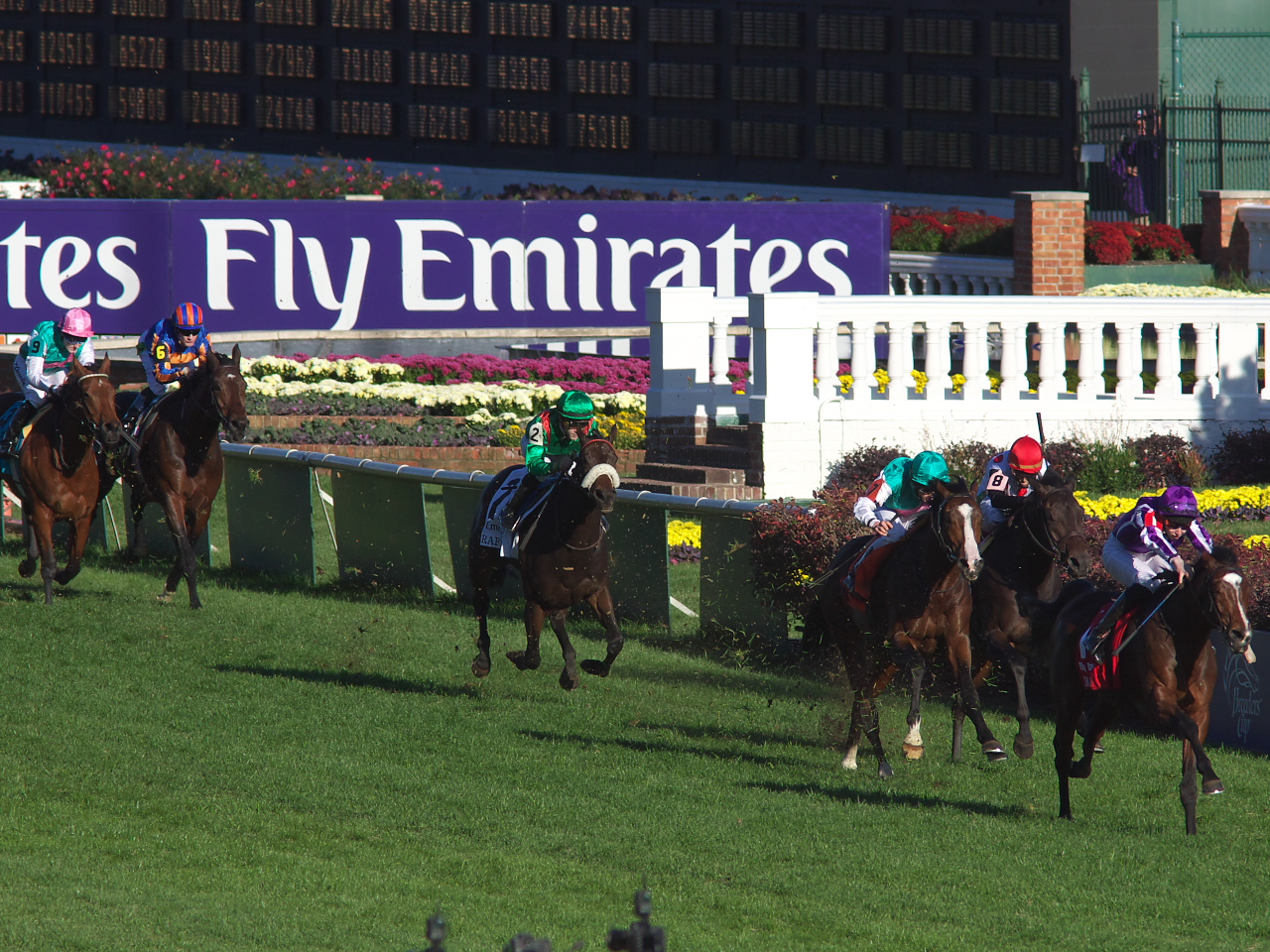
Breeders’ Cup 2011

Der Breeders’ Cup, kurz für Breeders’ Cup World Championships (engl. breeder – Züchter), ist die höchstdotierte amerikanische Rennserie von 14 Galopprennen. Die besten Rennpferde aus aller Welt reisen jährlich zu den Rennen in die Vereinigten Staaten von Amerika, die als inoffizielle Weltmeisterschaft des Galopprennsports gelten.
Er wird seit 1984 von der Breeders’ Cup Limited an verschiedenen Rennplätzen ausgerichtet, seit 2006 an zwei aufeinanderfolgenden Renntagen (Freitag, Samstag), und immer am ersten Wochenende im November. Bei der Veranstaltung werden alle 14 Rennen als Gruppe-I-Rennen ausgetragen.
Die Gesamtausschüttung von ca. 29 Mio. US-Dollar bewegt sich in einer ähnlichen Größenordnung wie die der Dubai World Cup Night-Serie, die allerdings nur an einem einzigen Tag stattfindet und mit dem zweithöchstdotierten Rennen der Welt, dem 12 Mio. US-Dollar Dubai World Cup ein herausragendes Event besitzt, während beim Breeder’s Cup die Gewinnsumme recht gleichmäßig auf die Rennen verteilt ist.
Der häufigste Austragungsort ist bis heute die Rennbahn in Santa Anita in der Nähe von Los Angeles. Bis einschließlich 2023 wurde der Breeder’s Cup insgesamt 11 Mal dort ausgetragen. Im Jahr 2017 bekam der in der Nähe der Stadt San Diego liegende Del Mar Thoroughbred Club erstmals den Zuschlag zur Austragung.

## Rennen und Preisgeld
Gesamtdotierung von 29 Millionen US-Dollar (Stand 2023):
- Breeders’ Cup Juvenile Turf         (Gr. I) 1 Million US-Dollar
- Breeders’ Cup Juvenile Turf Sprint  (Gr. I) 1 Million US-Dollar
- Breeders’ Cup Dirt Mile             (Gr. I) 2 Millionen US-Dollar
- Breeders’ Cup Juvenile Fillies Turf (Gr. I) 1 Million US-Dollar
- Breeders’ Cup Filly & Mare Sprint   (Gr. I) 1 Million US-Dollar
- Breeders’ Cup Turf Sprint           (Gr. I) 1 Million US-Dollar
- Breeders’ Cup Sprint                (Gr. I) 2 Millionen US-Dollar
- Breeders’ Cup Mile                  (Gr. I) 2 Millionen US-Dollar
- Breeders’ Cup Distaff               (Stuten, Gr. I) 2 Millionen US-Dollar
- Breeders’ Cup Juvenile Fillies      (Stuten, Gr. I) 2 Millionen US-Dollar
- Breeders’ Cup Filly & Mare Turf     (Stuten, Gr. I) 2 Millionen US-Dollar
- Breeders’ Cup Juvenile              (Gr. I)  2 Millionen US-Dollar
- Breeders’ Cup Turf                  (Gr. I)  4 Millionen US-Dollar
- Breeders’ Cup Classic               (Gr. I)  6 Millionen US-Dollar

## Rekorde

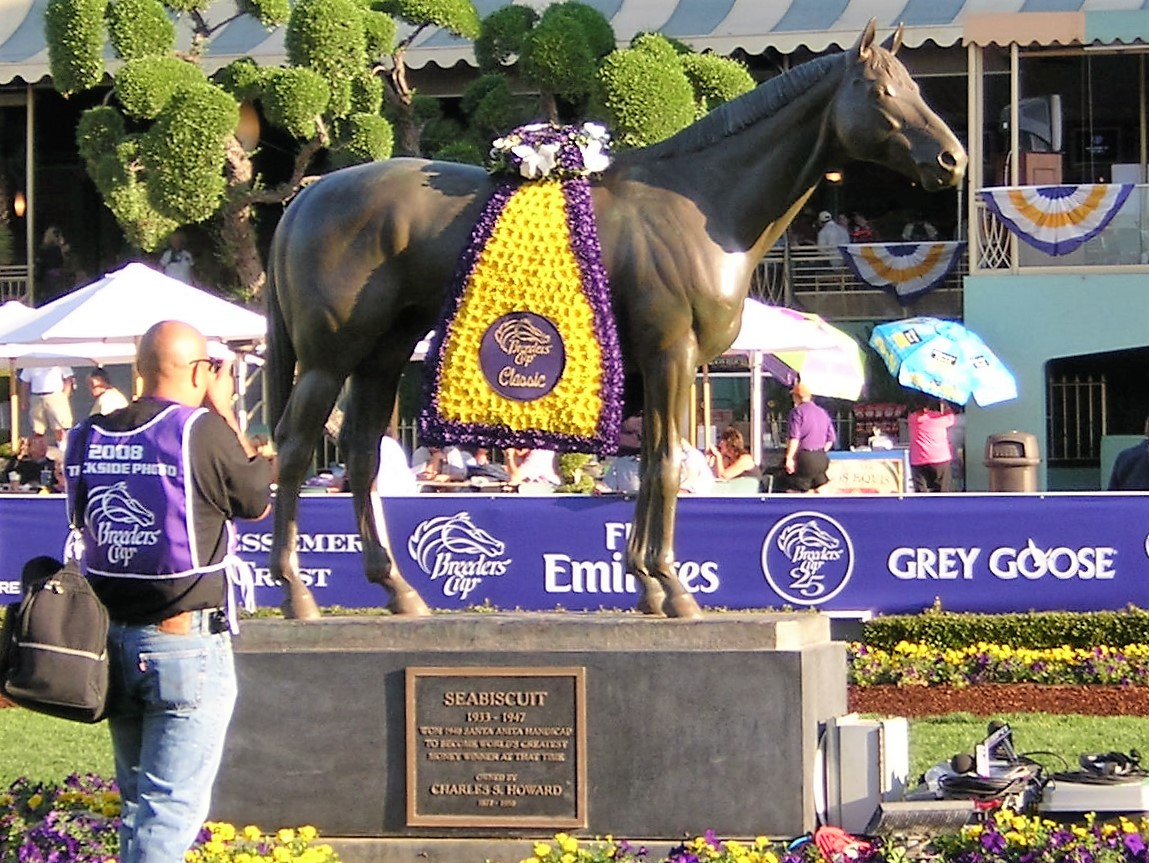
Statue der Legende Seabiscuit beim Breeders Cup in Santa Anita

Breeders’ Cup – Jockey: Mike E. Smith – 27 Siege
Breeders’ Cup – Trainer: D. Wayne Lukas – 20 Siege
Breeders’ Cup Gewinnsumme – Pferd:
- Zenyatta (USA) –  4,6 Millionen US-Dollar
- Tiznow (USA) – 4,5 Millionen US-Dollar
- Authentic (USA) – 4,1 Millionen US-Dollar
- Knicks Go (USA) – 3,9 Millionen US-Dollar
- Mucho Macho Man (USA) – 3,6 Millionen US-Dollar
- Goldikova (IRE) – 3,5 Millionen US-Dollar

Als erstes Rennpferd überhaupt konnte die in Frankreich von Freddy Head trainierte Stute Goldikova drei Mal ein Rennen des Breeders’ Cup gewinnen. In den Jahren 2008, 2009 und 2010 gewann sie jeweils den Breeders’ Cup Mile und stellte bis 2016 einen Rekord auf, der anschließend von der amerikanischen Stute Beholder egalisiert wurde, als sie nach ihrem Erfolg im Breeders’ Cup Juvenile Fillies (2012), sowohl 2013 als auch 2016 den Breeders’ Cup Distaff gewinnen konnte.
Julie Krone war die erste Frau, die ein Breeders’ Cup-Rennen gewann, als sie Halfbridled 2003 im Juvenile Fillies zum Sieg ritt. Rosie Napravnik gewann 2012 als zweite Frau ein Breeders’ Cup-Rennen, das Juvenile auf Shanghai Bobby. 2014 siegte sie im Distaff auf Untapable.

## Rennbahnen
Liste der Rennplätze, an denen der Breeders’ Cup ausgetragen wurde oder ausgetragen wird:
- 1984: Hollywood Park (Inglewood, Kalifornien)
- 1985: Aqueduct (New York City)
- 1986: Santa Anita Park (Kalifornien)
- 1987: Hollywood Park
- 1988: Churchill Downs (Louisville, Kentucky)
- 1989: Gulfstream Park (Hallandale Beach, Florida)
- 1990: Belmont Park (Elmont, New York)
- 1991: Churchill Downs
- 1992: Gulfstream Park
- 1993: Santa Anita Park
- 1994: Churchill Downs
- 1995: Belmont Park
- 1996: Woodbine (Toronto, Kanada)
- 1997: Hollywood Park
- 1998: Churchill Downs
- 1999: Gulfstream Park
- 2000: Churchill Downs
- 2001: Belmont Park
- 2002: Arlington Park (Arlington Heights, Illinois, ein Vorort von Chicago)
- 2003: Santa Anita Park
- 2004: Lone Star Park (Grand Prairie, Texas)
- 2005: Belmont Park
- 2006: Churchill Downs
- 2007: Monmouth Park (Oceanport, New Jersey)
- 2008: Santa Anita Park
- 2009: Santa Anita Park
- 2010: Churchill Downs
- 2011: Churchill Downs
- 2012: Santa Anita Park
- 2013: Santa Anita Park[9]
- 2014: Santa Anita Park
- 2015: Keeneland
- 2016: Santa Anita Park
- 2017: Del Mar Thoroughbred Club[10]
- 2018: Churchill Downs[10]
- 2019: Santa Anita Park
- 2020: Keeneland
- 2021: Del Mar Thoroughbred Club
- 2022: Keeneland
- 2023: Santa Anita Park
- 2024: Del Mar Thoroughbred Club[11]

In den Jahren 2008 und 2009 in Santa Anita wurden zum ersten Mal zwei aufeinanderfolgende Renntage am selben Ort ausgetragen. Auch wurde die Veranstaltung erstmals auf künstlichen Bahnen gelaufen.